# Ace Combat: Joint Assault
Ace Combat: Joint Assault è un gioco Arcade sviluppato da Namco Bandai. È stato distribuito in Giappone, in Europa e in Nord America nel 2010, ed è conosciuto come Ace Combat X2: Joint Assault nel suo paese d'origine. È il secondo della serie ad essere ambientato nel mondo reale e non nello "Strangereal".

## Modalità di gioco
Joint Assault mantiene il gameplay di base dai suoi predecessori, ma con significative aggiunte e modifiche. Il combattimento aereo adotta un sistema visivo chiamato "Enhanced Combat View" per modificare il punto di vista degli aerei nemici vicino al giocatore, alterando la loro dimensione per farli apparire molto meno distanti. L'arsenale di armi da Skies of Deception è stato notevolmente ampliato: i missili di base sono suddivisi in standard, ad alta precisione, leggero e tipi di pesi massimi su misura per situazioni diverse, con diversi vantaggi e svantaggi.

## Aerei
Ace Combat: Joint Assault include un arsenale di 44 velivoli disponibili, superando di gran lunga il totale dal gioco precedente. A differenza di Skies Of Deception, sono organizzati in base al paese di origine, che inizia con gli Stati Uniti. Tutti i velivoli possono essere aggiornati con il sistema di potenziamento, che è stato aggiornato al fine di essere disponibile per tutti i velivoli, invece di limitarsi agli aerei fittizi, come con Ace Combat X. Le Parti sono divise in quattro categorie (motore, Ala, armatura e Avionica) possono essere acquistati e installati per aumentare le prestazioni a costo di incidere negativamente su altri parametri.
Nuove aggiunte al gioco includono l'F6F-5 Hellcat e l'A6M5 Zero; velivoli ad elica della Seconda Guerra Mondiale, che possono essere sbloccati come bonus. Un aereo civile, l'aereo di linea 747 200B è l'aereo principale per una missione particolare nella campagna principale, e il velivolo di punta nel gioco è il GAF-1 Varcolac. Sono presenti anche aerei fittizi da Skies of Deception, come l'YR-302 Fregata, XFA-24A Apalis e aerei di lunga data tra cui l'ADF-01 FALKEN, ma ad un costo maggiore rispetto ai titoli precedenti.
I velivoli contengono sei colori disponibili per la selezione, che vengono sbloccati abbattendo gli aerei nominati, distruggendo continuamente obiettivi e completando missioni con un certo jet. I colori disponibili vanno da un colore di base sul modello per gli aeromobili di produzione esistente, ai colori speciali da Ace Combat X e livree "ereditate" dai giochi del passato, come quelle utilizzate dalla squadra Espada o Mobius 1. Altri colori sono riferimenti culturali ad altre serie prodotte da Namco e soggetti della vita reale, come ad esempio le forze armate giapponesi tokusatsu. 
Un'altra novità introdotta è la possibilità di sostituire gli emblemi su ogni velivolo; tra cui sono presenti emblemi dei vecchi capitoli a cominciare dai primi usciti per PlayStation, e un emblema speciale in collaborazione con God Eater, un gioco sviluppato da Namco.

## Multiplayer
La componente multiplayer è stata modificata per essere compatibile sia con la modalità infrastruttura che la modalità Ad-Hoc, permettendo ai giocatori di impegnarsi in missioni della campagna o sessioni competitive da qualsiasi parte del mondo.

## Trama
La trama di Joint Assault si svolge nei primi anni del XXI secolo, in un punto imprecisato dopo la crisi finanziaria del 2007 e del 2008. La storia si apre con l'appaltatore militare privato Martinez Security che partecipa ad una esercitazione militare con la Marina degli Stati Uniti nel Pacifico. Antares 1, un pilota di aviazione esperto e nuovo arrivo alla "M42 Antares Squadron", è stato chiamato per distruggere velivoli senza pilota con lo Squadrone Rigel, poi riceve un messaggio dalla Marina dicendo che il Giappone è sotto attacco da forze sconosciute. Gli Antares distruggono gli aerei che si preparano all'attacco su Midway, e la Martinez viene inviata a Tokyo per fermare un assalto aereo guidato da un aereo gigante, lo Spiridus. Dopo l'incidente nella capitale, un gruppo di terroristi dell'Est europeo denominato Valahia si annuncia come l'autore del bombardamento, e lancia una grande offensiva per colpire Tokyo ancora una volta. Gli Antares Collaborano con la Settima Flotta della Marina degli Stati Uniti e il Japan Self-Defense Force, e respingono gli attacchi distruggendo un dirigibile agile su Tokyo, mettendo fine alla crisi in Giappone.
L'uomo d'affari Andre Olivieri, la cui compagnia di assicurazione è strettamente sopravvissuta alla crisi economica, si avvicina alla comunità globale per finanziare una coalizione di appaltatori militari, la forza di pace dell'Unione internazionale, per dare la caccia ai Valahia. Dopo, il leader della Valahia Nicolae Dumitrescu corrompe il leader Rigel Milosz Sulejmani e i suoi uomini nella defezione al suo gruppo durante l'attacco finale di Tokyo, la Martinez si unisce alla IUPF per cancellare il loro nome e lancia delle operazioni di ricerca alle forze Valahia in tutta Europa e in Asia, dispacciando gli Antares e i suoi uomini in Croazia, Emirati Arabi Uniti e Turchia per smantellare i loro sforzi.
Durante una missione contro i Valahia, gli Antares sono stati attirati in un'imboscata da Sulejmani e dai suoi uomini, ora chiamati "Varcolac Squadron" , ma vengono subito sconfitti. Dopo la battaglia in Croazia, lo Spiridus viene mandato ancora una volta ad attaccare la capitale britannica Londra, ma è stato pesantemente danneggiato dagli Antares. Il comandante della nave tenta di sparare il Balaur contro il Palazzo di Westminster, ma l'arma viene danneggiata grazie all'intervento degli Antares, il leader dello Spiridus viene affondato nel fiume Tamigi. Il team distrugge più tardi il radar guida di un'arma di distruzione, il Balaur, in Romania e il suo radar di guida in Serbia, dove sconfiggono i Varcolac ancora una volta.
Dopo la distruzione del secondo Balaur, Antares 1 è stato personalmente assunto da Olivieri per volare con lui nel suo personale Boeing 747-200, attraverso le montagne Mora della Turchia. Mentre parla con un interlocutore non identificato tramite telefono per la crisi in atto, gli uomini di Dumitrescu tentano di abbattere l'aereo, ma gli Antares sfuggono all'agguato e atterrano ad un aeroporto IUPF. Diventa disperato, il tentativo di contrabbandare il combustibile nucleare della Valahia tramite una nave container nei Dardanelli, ma fu sventato dalla Martinez, che in seguito agisce per fermare Dumitrescu dal lanciare missili contro i principali centri urbani da un silo nucleare abbandonato in Turkmenistan.
Nel loro terzo incontro, i Varcolac vengono abbattuti dagli Antares e dai suoi alleati prima di volare all'interno del silo per fermare il lancio dei missili, uccidendo Dumitrescu. Dopo la distruzione del complesso, la squadra Antares scopre che la Valahia e Nicolae sono stati manipolati da Olivieri come parte di un complotto noto come "Piano Ascia d'Oro", il cui scopo è permettere alla Olivieri Life Insurance di trarre profitti dalla crescita globale della domanda di assicurazione della guerra.Fredric Burford comandante della Martinez Security e parte per fermare il piano di Olivieri.
Il suo aereo, un E-767 Canopus e gli Antares si rifugiano nella base aerea abbandonata nell'isola Midway, dove distruggono un'intera flotta di Orgoi, presidiata dall'esercito privato assunto da Olivieri inviato per ucciderli. Dopo aver ricevuto le forniture da una flotta marittima alleata con la Martinez, il gruppo negli Stati Uniti occidentali cerca di eliminare le truppe "Golden Axe" e si preparano ad assediare San Francisco, la squadra si dirige sulle montagne della Sierra del Nevada e distrugge un secondo Spiridus sul lago Tahoe con l'aiuto delle truppe di terra filiale della Martinez, dando loro un punto d'appoggio per preparare l'attacco imminente.
Giorni dopo le missioni, l'esercito privato di Olivieri lancia un attacco su larga scala su San Francisco come la fase finale del Piano ascia d'oro, e gli Antares aiutano l'esercito statunitense a respingere l'invasione. Milosz Sulejmani ed i suoi uomini appaiono con i GAF-1 Varcolac sviluppati da Olivieri, e li impegna in una battaglia finale per dimostrare la loro superiorità. Dopo che i suoi uomini vengono uccisi, Sulejmani subisce un crollo mentale e rivela il suo passato da bambino soldato, dichiarando che il denaro gli avrebbe permesso di recuperare la sua vita perduta prima della carica degli Antares in un assalto finale che gli è costata la vita.
I battaglioni che in precedenza hanno assistito la Martinez contro l'esercito privato si spostano al quartier generale di Olivieri Life Insurance per proteggere un centro dati contenente informazioni di tutto il Piano. Gli Antares lanciano un attacco finale per far saltare un ingresso aperto all'edificio, uccidendo un Olivieri provocatorio sfidato di fronte all'edificio per porre fine alla crisi avviata dalla Valahia.

## Colonna Sonora
La colonna sonora era composta da membri di lunga data della Namco Sound Team, tra cui Keiki Kobayashi e Tetsukazu Nakanishi. Parte della colonna sonora è stata composta dal famoso compositore turco Inon Zur. Questa è anche la prima volta che la serie usa uno stile di musica orientale oltre ad alcune musiche dei primi 3 capitoli.

## Curiosità
- Contrariamente alla credenza comune, Ace Combat: Joint Assault non è il primo gioco a essere ambientato nel mondo reale, il primo fu Air Combat 22, dove una mappa del mondo può essere vista nella schermata di selezione degli aerei.
- Il gioco contiene alcuni aspetti riportati poi in Ace Combat: Assault Horizon, come i missili Hi-Tasm e Trinity e gli elementi di gameplay incentrati sul combattimento a distanza ravvicinata.
- cutscenes e briefing possono essere visti in missione libera completando la missione che avviene prima.
- Premendo il tasto quadrato (□) e il tasto del pilota automatico permette al giocatore di bloccare il suo punto di vista su un gregario o un alleato speciale che deve proteggere.
- La parte iniziale della colonna sonora, ricorda vagamente quella di Super Mario Galaxy in alcuni aspetti.